# El nostre home a l'Havana
El nostre home a l'Havana (títol original en anglès Our Man in Havana) és una pel·lícula britànica dirigida per Carol Reed i estrenada l'any 1960.

## Repartiment
- Alec Guinness: Jim Wormold
- Burl Ives: Dr. Hasselbacher
- Maureen O'Hara: Beatrice Severn
- Ernie Kovacs: Capità Segura
- Noel Coward: Hawthorne
- Ralph Richardson: "C"
- Jo Morrow: Milly Wormold
- Grégoire Aslan: Cifuentes
- Paul Rogers: Hubert Carter
- Raymond Huntley: general
- Ferdy Mayne: Professor Sanchez
- Hugh Manning: un oficial
- Maurice Denham: l'almirall
- Rachel Roberts: prostituta (no surt als crèdits)